# Live at Last
Live at Last – koncertowy album Black Sabbath. Pomimo jego szerokiej dystrybucji, był on wydany bez wiedzy ani zgody członków zespołu, przez co jest zaliczany do wydawnictw nieoficjalnych. Wydawnictwo zostało skompilowane z dwóch bootlegów z marca 1973. Album został wydany w 1980 roku, a jego reedycja nastąpiła w 1996 roku. "Wicked World" to mieszanka kilku utworów.
Utwory 1-5 zostały zarejestrowane w Hardrock w Manchesterze w Anglii 11 marca 1973.
Utwory 6-9 zostały zarejestrowane w Rainbow Theatre w Londynie w Anglii 16 marca 1973.

## Lista utworów
1. "Tomorrow’s Dream" – 3:04
2. "Sweet Leaf" – 5:27
3. "Killing Yourself to Live" – 5:29
4. "Cornucopia" – 3:57
5. "Snowblind" – 4:47
6. "Children of the Grave" – 4:32
7. "War Pigs" – 7:38
8. "Wicked World" – 18:59
9. "Paranoid" – 3:10

## Twórcy
- Ozzy Osbourne – wokal
- Tony Iommi – gitara
- Geezer Butler – gitara basowa
- Bill Ward – perkusja